# Cativen
Cativen (acrónimo de Cadena de Tiendas Venezolanas S.A.) fue una compañía del comercio al detal en Venezuela formada el 23 de marzo de 1995, quien adquirió la red de los antiguos automercados CADA (actualmente Abasto Bicentenario, también desaparecido) y la red de tiendas por departamento Maxys (hasta entonces estas franquicias eran propiedad de la Organización Cisneros). A finales de ese mismo año inauguraron dos Hipermercados SuperMaxys en las ciudades de Caracas y Maracaibo. A mediados del año 2000 el Grupo Casino de Francia adquiere el 80% de las acciones de Cativen, llevando el total seis Hipermercados Éxito a nivel nacional y 48 automercados Cada. 
A principios de 2010 la cadena de Almacenes Éxito de origen colombiano que contaba con él 21.00% de las acciones de Cativen fue nacionalizada por el gobierno venezolano, siendo señaladas de incumplir la Ley para la Defensa de las Personas en el Acceso a Bienes y Servicios y acusada de remarcaje de los precios, acaparamiento y especulación.
En vista de los hechos en que se vio involucrado el consorcio Cativen el Grupo Casino con el 50.01% de las acciones decide negociar la venta de las mismas al Estado venezolano, hecho que se concretó en el mes de junio de 2010, quedando el gobierno con la mayoría accionaria de esta empresa, para de esta manera crear Abasto Bicentenario quedando liquidada Cativen.

## Accionistas

### 1995-2000
- 50.01% le perteneció al Grupo Cadenalco de origen Colombiano.
- 28.99% le perteneció a Empresas Polar.
- 21.00% le perteneció a Almacenes Éxito de origen colombiano.

### 2000-2010
- 50.01% le perteneció al Grupo Casino de origen francés.
- 28.99% le perteneció a Empresas Polar
- 21.00% le perteneció a Almacenes Éxito de origen colombiano

### Presente
- Estado venezolano (100%)